# آی، کمبریج‌شر
آی (به انگلیسی: Eye) یک روستا و محله مدنی در بریتانیا است که در پیتربورو واقع شده‌است.